# Morpho helena
Morpho helena is een vlinder uit de onderfamilie Satyrinae. De vlinder heeft een spanwijdte tussen de 75 en 100 millimeter en komt voor in de regenwouden van noordelijk Zuid-Amerika.
De vleugels van de mannetjes hebben een felblauwe kleur terwijl de vrouwtjes bruingelige vleugels hebben. In de jaren twintig van de twintigste eeuw werden de mannelijke vlinders veel gevangen om hun vleugels in sieraden te verwerken.